# Cukrići
Cukrići – wieś w Chorwacji, w żupanii istryjskiej, w gminie Svetvinčenat. W 2011 roku liczyła 154 mieszkańców.